# 開放可樂
開放可樂（OpenCola）是一個很特別的可樂品牌，其特殊之處在於製作的配方式可以自由取得，並且可以任意地修改。任何人都可以調配這種飲料，而且可以隨意地改進其配方。這個配方是基於GNU通用公共许可证授權的。
雖然說這個飲料最初是作為一個宣傳的工具，用意在於推廣及宣揚與，然而這個飲料仍自樹一格有著自己的市場，並且已經賣出了超過十五萬罐之多。這家開放可樂公司（Opencola）是一間由 Grad Conn、Cory Doctorow 和 John Henson 成立，總部位於多倫多的公司，因著推出這個飲料而聲名大噪。然而該公司當初想藉此飲料所推廣的軟體，反而並沒有這麼的出名。該公司的資深決策人員 Laird Brown 認為，這個飲料的成功，主要是歸功於大眾對於大公司日漸產生的不信任感，他認為這是人們對私有智財產品（秘方）的自然反應。然而該公司的行銷部門後來也在策略上有了一大轉向，不再於該公司的網頁上推銷這個飲料。

## 香料配方
- 10.0 g 食品級 阿拉伯膠
- 3.50 mL 橙皮油（英语：Orange oil）
- 3.00 mL 水
- 2.75 mL 青檸油
- 1.25 mL 肉桂油（桂皮油）
- 1.00 mL 檸檬油
- 1.00 mL 肉豆蔻油
- 0.25 mL 芫荽籽油
- 0.25 mL 橙花醇油
- 0.25 mL 薰衣草油

## 濃縮液配方
- 2.36 kg 特級白砂糖
- 2.28 L 水
- 30.0 mL 焦糖（作為著色用）
- 3.50 茶匙 75% 磷酸 或 檸檬酸
- 2.00 茶匙 上述香料配方
- 0.50 茶匙 咖啡因（選用）

## 飲料配方
以五倍的飲用水將濃縮液稀釋，並加入二氧化碳形成蘇打飲料。或者直接使用蘇打水飲料機來調配。(依適當比例混合蘇打水與濃縮液)

## 義大利
一些在義大利的自由軟體精神崇尚者，也推出了一個義大利版的開放可樂計畫, 但主要是非營利的行為。義大利版的開放可樂與原「官方」的開放可樂只是名稱相同。義大利版的開放可樂比較清澈，而且未曾實際進行銷售。

## 其他的開放配方飲料
有一個同樣是開放配方「open source」稱作是 Vores Øl 的啤酒。

## 外部連結
- OpenCola 飲料
- Cube Cola Bristol 英國 Guardian Newspaper 文章 （页面存档备份，存于）
- 開放啤酒
- 自由啤酒 （页面存档备份，存于）
- 日文版配方
- Solar Cola 為基礎的產品 （页面存档备份，存于）

### PDF 檔案
- 開放飲料配方 （页面存档备份，存于） (滑鼠右鍵選擇儲存)
- 版權資訊: commons:File:OpenCola_soft_drink_recipe.pdf